# Father Dowling Mysteries
Father Dowling Mysteries is een Amerikaanse misdaadserie die op de Amerikaanse televisie werd uitgezonden van 1989 tot 1991.

## Rolverdeling
| Acteur            | Personage                         |
| ----------------- | --------------------------------- |
| Tracy Nelson      | Sister Stephanie 'Steve' Oskowski |
| Tom Bosley        | Blane Dowling                     |
| Pat Mahoney       | Joe                               |
| Mary Wickes       | Marie Murkin                      |
| Michael C. Gwynne | Lt. McGuire                       |
| Dulcie Camp       | Bernice                           |
| Gary Giem         | Gus                               |
| Wendelin Harston  | Nurse                             |
| Harrison Le Duke  | Bodyguard #1                      |
| Rich Beall        | Pete                              |
| Jennifer Edwards  | Fake Mrs. Jerico                  |
| Lindsay Frost     | Kathy Luciani                     |
| Kiel Martin       | Parker                            |
| Leslie Neale      | Claudia Jerico                    |
| Ed O'Brien        | Fulton                            |
| Barbara Stock     | Jessica Ford                      |
| Deborah Wakeham   | Beth                              |
| Robert Walden     | Vincent Tillman                   |
| Cynthia Bain      | Cyndi                             |
| S.A. Griffin      | Bruno                             |
| Stanley Kamel     | Leo Chaplin                       |
| David Richards    | Attorney                          |
| James Stephens    | Father Philip Prestwick           |
| Regina Krueger    | Sgt. Clancy                       |